# 宇部新川駅

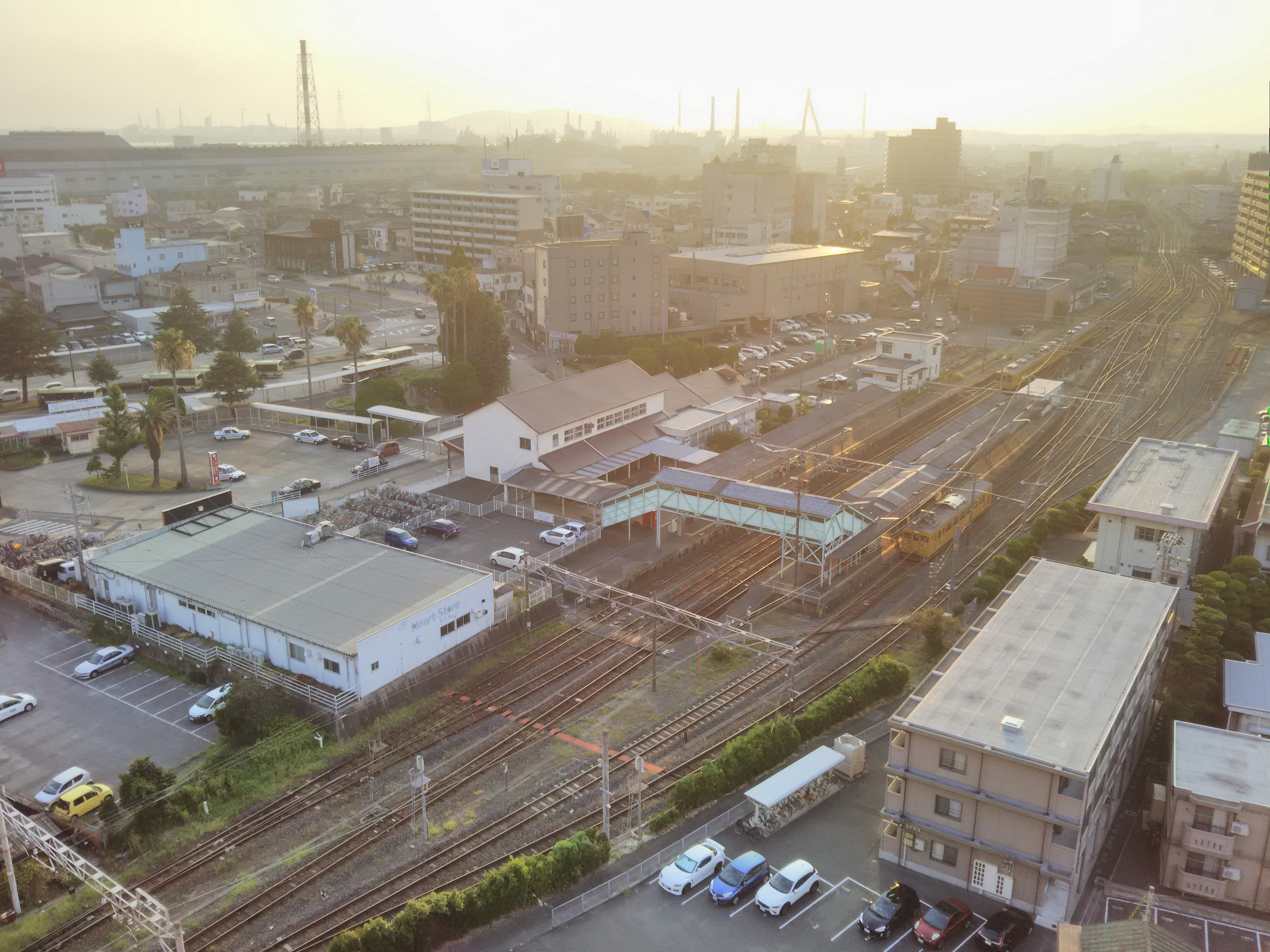
駅全景（2016年8月）。手前が新山口方面。

宇部新川駅（うべしんかわえき）は、山口県宇部市上町一丁目にある、西日本旅客鉄道（JR西日本）宇部線の駅。

## 概要
宇部市の中心市街地に位置し、市を代表する駅である。
線路名称上は宇部線単独駅であるが、運転系統上は小野田線の列車も当駅を発着する（実際の小野田線の起点は隣の居能駅である）。
1914年（大正3年）に宇部軽便鉄道の駅として開業。当初は現在の宇部中央バス停付近に所在したが、1923年（大正12年）の助田停留場 - 宇部新川駅間の線路付け替えおよび床波駅までの路線延伸に伴い、現在地に移転した。

## 歴史

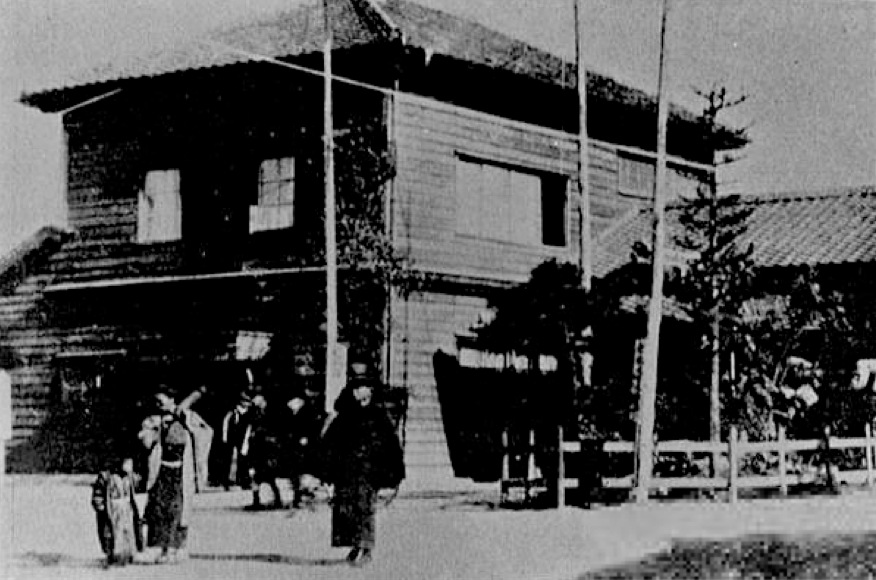
初代駅舎（1914年）

- 1914年（大正3年）1月9日：宇部軽便鉄道開業と同時に、宇部新川駅として開業[1]。
- 1921年（大正10年）12月21日：社名変更により宇部鉄道の駅となる[3]。
- 1923年（大正12年）8月1日：助田停留場から宇部新川駅までの線路付け替えにより、現在地に移転[1]。同時に路線が床波駅まで延伸され、途中駅となる[3]。
- 1931年（昭和6年）7月21日：宇部新川駅から沖ノ山旧鉱駅（後の宇部港駅）までの支線開業[1]。
- 1937年（昭和12年）10月1日：沖ノ山旧鉱駅への支線の旅客営業休止[3]。
- 1943年（昭和18年）5月1日：宇部鉄道が国有化され、鉄道省宇部駅に改称[1]（同時に山陽本線宇部駅を西宇部駅に改称）。宇部東線の所属となるが、宇部港駅への支線は宇部西線の貨物支線となる[3]。
- 1948年（昭和23年）
  - 2月1日：宇部東線が宇部線に改称され、当駅もその所属となる[3]。宇部西線は小野田線に改称[3]。
  - 8月：宇部線の改良事業の一環として駅舎が完成[4]。
- 1952年（昭和27年）4月20日：宇部線の新線として当駅 - 居能駅間が開業[1]。同時に小野田線貨物支線の居能駅 - 岩鼻駅間が宇部線に編入され、宇部線の経路が居能駅経由に切り替え[3]。それに伴い藤曲駅経由の宇部線旧線（当駅 - 藤曲駅 - 岩鼻駅間）と、当駅 - 宇部港駅間の小野田線貨物支線が廃止[1]。
- 1964年（昭和39年）9月15日：宇部新川駅に改称[1]。山陽本線西宇部駅の宇部駅への改称は同年10月1日[3]。混乱を防ぐためという理由で時期がずらされた。
- 1971年（昭和46年）10月1日：貨物取扱廃止[1]。
- 1985年（昭和60年）3月14日：荷物扱い廃止[1]。
- 1987年（昭和62年）4月1日：国鉄分割民営化により西日本旅客鉄道が継承[1]。
- 2021年（令和3年）
  - 1月31日：みどりの窓口の営業を終了[5]。
  - 2月1日：みどりの券売機プラスが稼働開始[5]。

### 駅舎改築構想
1948年（昭和23年）の駅舎改築から30年が経過した1978年（昭和53年）6月、地元商店街側から駅前整備に合わせた駅舎改築の陳情が出され、周囲の国鉄所有地や市有地も立体的に活用して「宇部市の表玄関にふさわしい民衆駅」として再開発する構想が浮上。同年11月に当時宇部市長であった二木秀夫が学識経験者や宇部商工会議所など地元代表、国鉄と市らで構成する「宇部新川駅舎改築対策協議会」を設置した。
1980年（昭和55年）10月2日、宇部市から国鉄に対して駅舎改築事業の決定と予算化を要望したが、国鉄再建法の先行きが不透明であったこともあり、国鉄側は「地元で魅力のある駅舎構造となるよう検討する必要がある」と回答した。これを受け協議会で駅舎に合築する商業施設の規模など具体案の作成を進め、駅ビルの規模は1万から1万5千平方メートル程度（当時の蒲田駅東口ビル・後のグランデュオ蒲田東館に相当する規模）とする計画を取りまとめた。
一方、国鉄では赤字経営が課題となっており、より大規模な建て替えによるテナントの家賃収入増と採算性向上を目指し、日本長期信用銀行に委託して新たな案を作成。1982年（昭和57年）5月、新たな駅ビルの規模を当時の広島駅ビル（後のひろしま駅ビル ASSE）に相当する5 - 7階建て、総面積2万3千平方メートルとし、1階に駅施設、2階以上に商業施設を配置する案を地元に提示した。
この計画に対し、宇部市も3億6千万円の国鉄利用債引き受けを予算計上して地元の合意形成を図ることにしたが、駅周辺の一部の商店街から「既存の商店街がさびれる」「採算が合うのか」など慎重論が出され調整が難航。当時計画されていたサンパークおのだなど郊外地域への商業施設進出を念頭に「（宇部市商圏の）吸引力を高めるため思い切った考え方が必要」と推進論を唱える商店街もあったが、駅舎改築対策協議会は同年7月を最後に開かれなくなり、改築構想は実現をみなかった。
国鉄分割民営化後、1993年（平成5年）に宇部市やJR西日本など関係者による宇部新川駅前広場基本計画策定協議会が発足、1994年（平成6年）3月に宇部新川駅前広場基本計画が策定され、宇部市はこの中で先行整備が位置づけられた南北自由通路を駅舎と一体整備するようJR西日本に要望したが、JR側は「利用客の減少等から駅舎の改築は困難」とし、具体的な計画は進まなかった。

## 駅構造

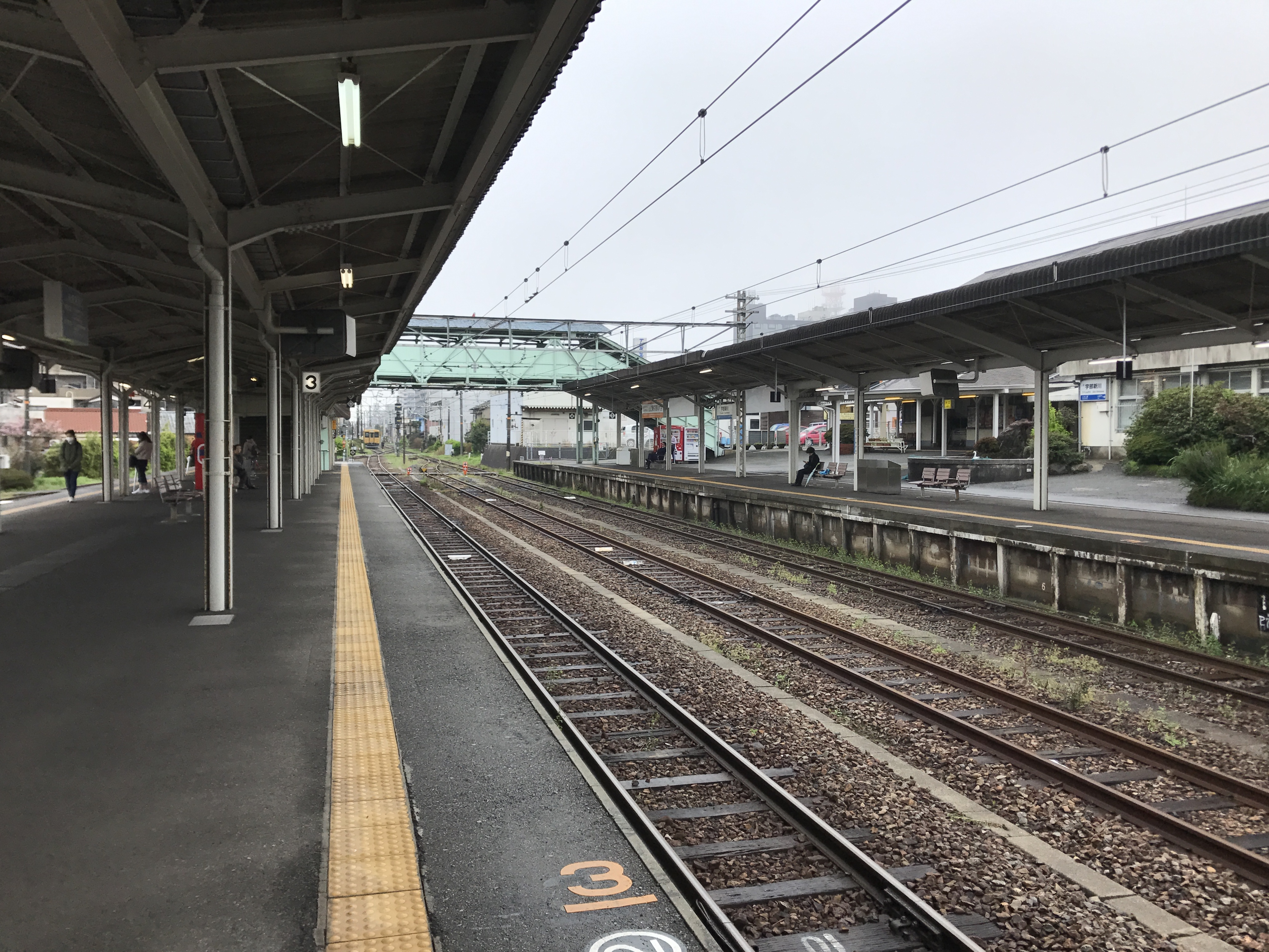
ホーム（2017年4月）

単式・島式の複合型2面3線のホームを持つ地上駅である。JR西日本の直営駅であり、みどりの券売機プラスが設置されている。ほかに側線もあり、当駅を発着する電車の留置に使用される。
単式ホームである1番のりばに面した南側に木造駅舎があり、島式の3・4番のりばへ跨線橋で連絡している。駅舎内にはセブンイレブンキヨスクがあったが2024年に閉店した。また、かつてはみどりの窓口が設置されていたが、2021年（令和3年）1月31日をもって営業終了し、前述のみどりの券売機プラスへ置き換えられた。
駅舎は国鉄が実施した宇部線の改良事業の一環として1948年（昭和23年）8月に完成したもので、設計上は将来の高架化に対応して半高架構造となっている。

### のりば
| のりば | 路線      | 方向 | 行先                   |
| ------ | --------- | ---- | ---------------------- |
| 1      | ■宇部線   | 下り | 居能・宇部方面         |
| 1      | ■小野田線 | -    | 居能・雀田・小野田方面 |
| 3・4   | ■宇部線   | 上り | 新山口方面             |
| 3・4   | ■宇部線   | 下り | 居能・宇部方面         |
| 3・4   | ■小野田線 | -    | 居能・雀田・小野田方面 |

## 利用状況
1日の平均乗車人員は以下の通りである。UBE（旧宇部興産）宇部本社の最寄駅でもあり、国鉄時代の1961年（昭和36年）時点では、広島鉄道管理局管内の駅として広島駅、下関駅に次ぐ3位である1日約2万人の乗降客が当駅を利用し、うち定期客が7割以上を占めていた。
| 乗車人員推移 | 乗車人員推移 |
| 年度         | 1日平均人数  |
| ------------ | ------------ |
| 1999         | 1,706        |
| 2000         | 1,579        |
| 2001         | 1,480        |
| 2002         | 1,305        |
| 2003         | 1,290        |
| 2004         | 1,300        |
| 2005         | 1,321        |
| 2006         | 1,277        |
| 2007         | 1,249        |
| 2008         | 1,167        |
| 2009         | 1,090        |
| 2010         | 1,043        |
| 2011         | 1,029        |
| 2012         | 963          |
| 2013         | 947          |
| 2014         | 883          |
| 2015         | 903          |
| 2016         | 889          |
| 2017         | 900          |
| 2018         | 887          |
| 2019         | 828          |
| 2020         | 601          |
| 2021         | 608          |
| 2022         | 665          |

## 駅周辺
当駅から隣の琴芝駅にかけての一帯は宇部市の中心市街地となっており、駅前にはビジネスホテルやオフィスビルなどが立地している。ただし宇部市役所へは琴芝駅のほうがやや近い。駅北側（若松町）へは改札口・自由通路がなく、駅正面から約150m西側にある島通踏切を横断する必要があり、駅周辺としての賑わいには乏しい。
UBEの本社地区（小串地区）の最寄り駅であり、宇部興産時代は社員の多くが当駅を利用して通勤していたため、駅とUBEの間にある商業地は大変賑わっていた。現在では車社会化が進み、郊外に大型商業施設が多数進出したことなどから、かつての賑わいは失われている。そのため宇部市では「宇部市にぎわいエコまち計画」などにおいて「宇部新川駅周辺地区」を重点整備地区の1つに位置付けている。
金融機関
- 山口銀行 西新川支店
- 宇部新川駅前郵便局

ホテル
- 国際ホテル宇部
- ANAクラウンプラザホテル宇部（2024年（令和6年）3月31日をもって営業終了）
- ABホテル宇部新川
- スーパーホテル宇部天然温泉

公共施設、公園等
- 宇部市文化会館
- 渡辺翁記念会館
- 渡辺翁記念公園
- 真締川公園
- 蛭子公園
- 黄幡公園
- 上町児童公園
- 宇部市立郷土資料館
- 宇部市新川ふれあいセンター
- 宇部市まちなか環境学習館
- 山口大学医学部附属病院、山口大学小串キャンパス
- 宇部市立新川小学校
- 宇部市立鵜ノ島小学校

## バス路線

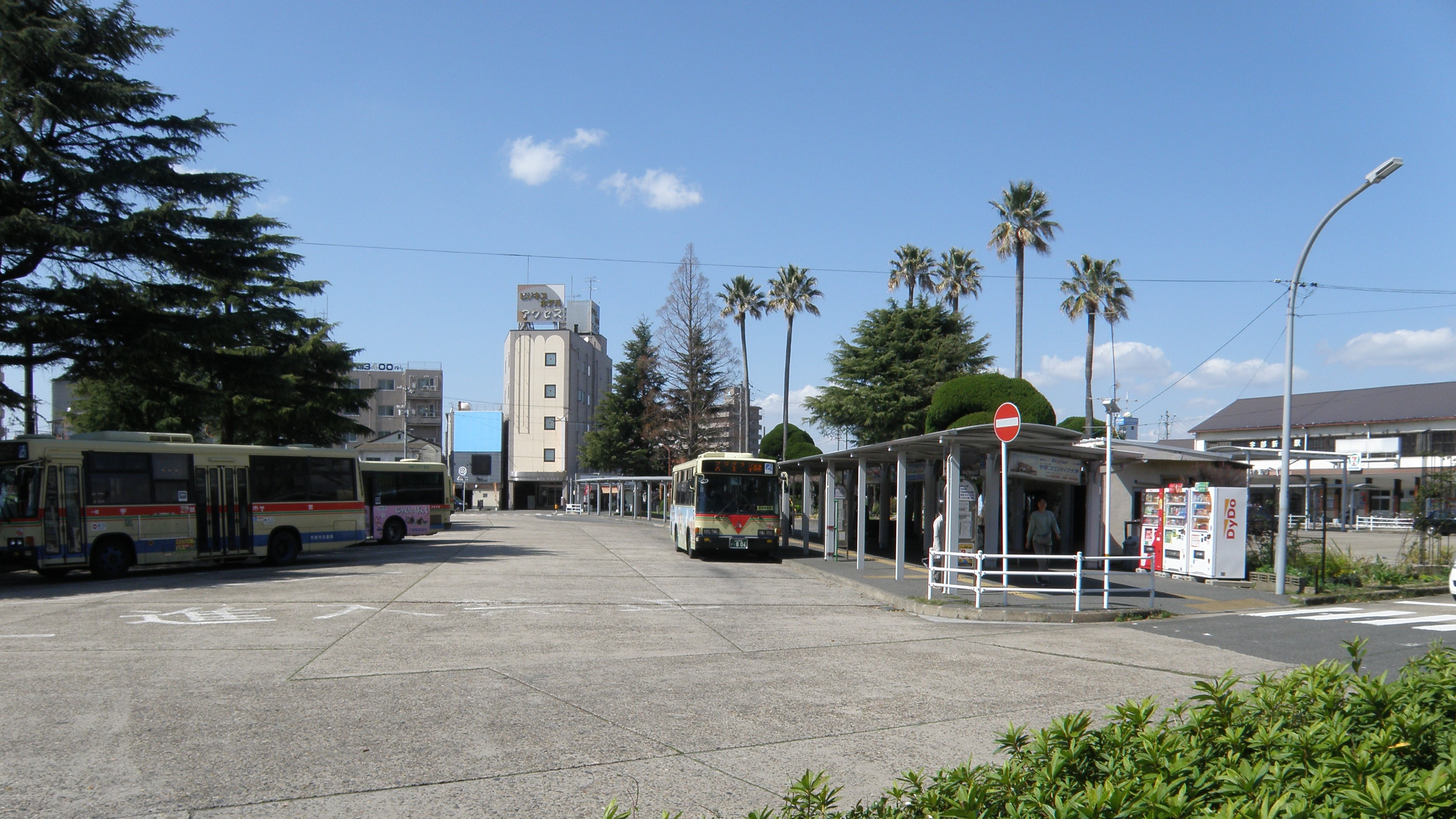
宇部新川駅バスセンター

駅前のバスターミナル（宇部新川駅バスセンター）は宇部市交通局（宇部市営バス）の運行拠点となっており、バス待機用のスペースがあるほか、待合室や案内所も設けられている。船鉄バス、高速バス「福岡・山口ライナー」も駅前バスターミナルに乗り入れている。このうち、福岡・山口ライナーは2009年6月から乗り入れを開始している。また、6番のりば（現・5番乗り場に相当）は駅前ロータリー内ではなく、駅前の市道（宇部新川恩田線）上に設置されていたが、2018年10月よりロータリー内に移設され、宇部新川駅前を通るバスは全て、バスターミナルロータリー内に乗り入れるようになった。
宇部市では、市制施行90周年、第66回国民体育大会の開催など多数の行事が行われる2011年を「イベントイヤー」と位置づけ、イベントイヤーに向けた基盤整備として宇部新川駅前広場のバスシェルター整備を計画し、事業費3,700万円をかけて2011年9月に完成した。
宇部新川駅バス停とは別に、駅の南東約300メートルの場所に市内各所からのバスが集中する宇部中央バス停がある。
| のりば | 方面                                                             |
| ------ | ---------------------------------------------------------------- |
| 1      | 新山口駅、阿知須駅前、宇部中央病院、ときわ公園、萩原、あすとぴあ |
| 2      | フジグラン、めぐりーな、市街地循環線、山口宇部空港、丸山公園     |
| 3      | ひらき台、工学部前、十文字、木田、八幡宮方面                     |
| 4      | 小羽山、中山観音、宇部中央・市役所前・宇部駅                     |
| 5      | 木田、宇部駅、黒石、際波台、船木、沖の山                         |
| 6      | 小野田駅、厚狭駅                                                 |
| 7      | 高速バス（福岡・山口ライナー）                                   |
| 8      | おりば専用（降車場）                                             |

## 登場作品
- シン・エヴァンゲリオン劇場版𝄇（2021年） - 当駅と宇部線の車両が重要な場面に登場するため、公開後にはファンによる聖地巡礼現象が起こった。宇部市は総監督・庵野秀明の出身地でもある[14]。

## 隣の駅
西日本旅客鉄道（JR西日本）
■宇部線
琴芝駅 - 宇部新川駅 - 居能駅
■小野田線（当駅 - 居能駅間は宇部線）
宇部新川駅 - 居能駅

### かつて存在した路線
日本国有鉄道
宇部線（旧線）
（琴芝駅 -） 宇部駅（現・宇部新川駅） - 藤曲駅
小野田線貨物支線
宇部港駅 - 宇部駅（現・宇部新川駅）
- 国有化以前には、当駅と藤曲駅の間に助田停留場が、宇部港駅と当駅の間に上町停留場があった。